# Puerta de Hierros de Albacete
La Puerta de Hierro es una puerta monumental de la ciudad española de Albacete, que sirve de entrada principal a su histórico recinto ferial. 
Situada en el castizo barrio Feria de la capital albaceteña, tiene unas dimensiones de 25 metros de altura por 36 metros de largo y es uno de los símbolos más emblemáticos de la ciudad.
En la noche del 7 de septiembre el alcalde de Albacete abre con la llave de la ciudad la Puerta de Hierro, momento que sirve de inauguración oficial de la Feria de Albacete, de Interés Turístico Internacional.

## Historia
La original Puerta de Hierro fue construida en 1783 para ser la puerta de entrada principal del Recinto Ferial de Albacete. De estilo neoclásico, consistía en unos pórticos de madera de color verde. Tras sufrir varias remodelaciones, la más importante en 1944, fue destruida en 1974 durante la alcaldía de Ramón Bello Bañón, debido a la pobreza de su estructura. 
El arquitecto Manuel Carrilero de la Torre presentó, en febrero de 1974, ante el Ayuntamiento de Albacete presidido por Bello Bañón, el proyecto de la nueva Puerta de Hierros, para sustituir a la anterior. El propio arquitecto, que decidió darle una gran importancia a la obra, describió el proyecto de la siguiente forma:

"Se procurará conservar el carácter actual, para ello, se adaptarán las puertas actualmente existentes y las que están previstas construir se harán idénticas, tanto en forma como en los materiales"

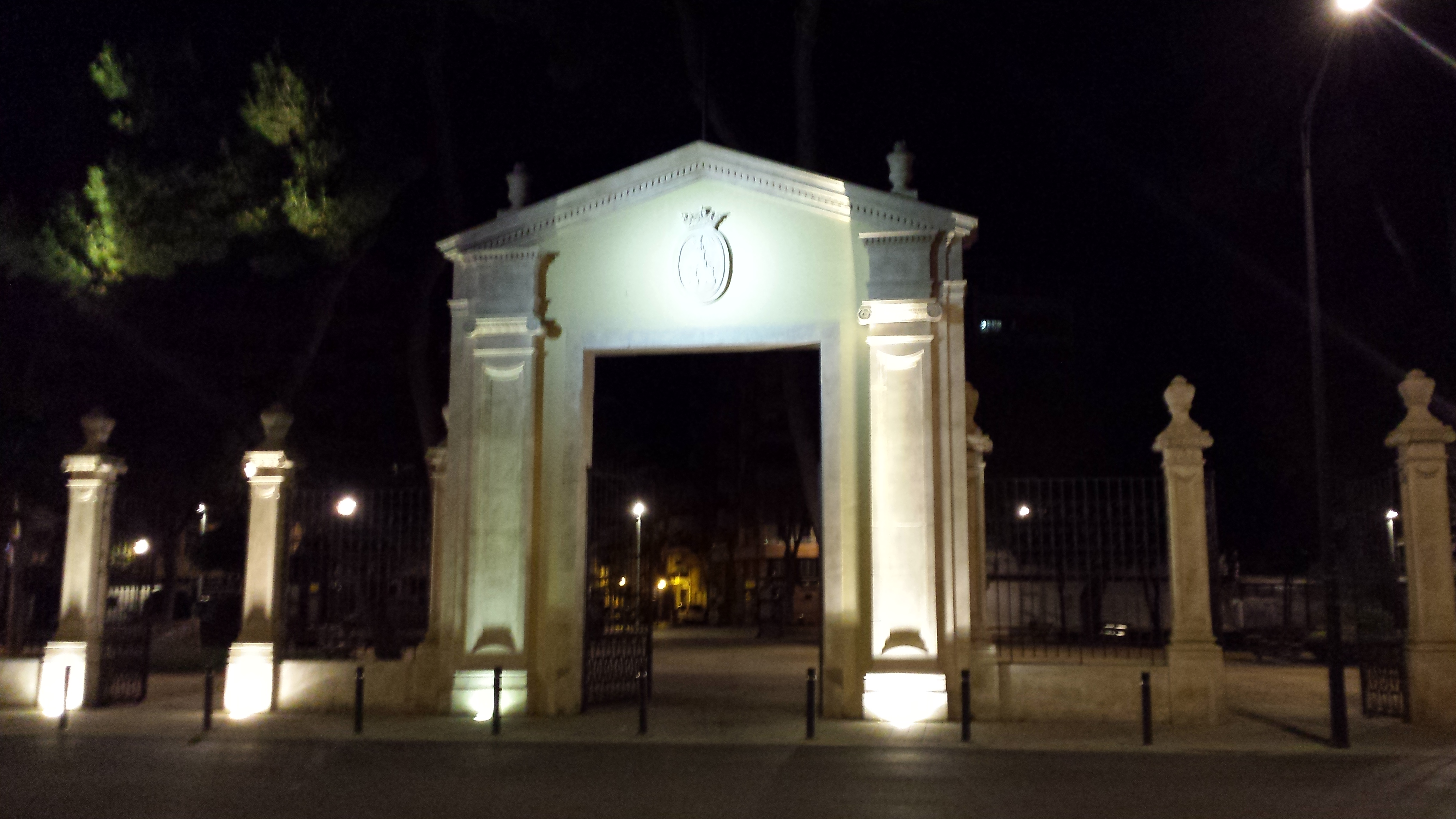
Antigua Puerta de Hierros de Albacete, en el parque de los Jardinillos

El proyecto se presupuestó en 21 694 813 pesetas, ejecutándose, ese mismo año, la construcción de la actual Puerta de Hierro de Albacete. Su constructor fue Rafael Villalba. El material utilizado fue el ladrillo de cemento blanco de tipo Forte «por sus características de belleza, resistencia, grata textura y fácil conservación». 

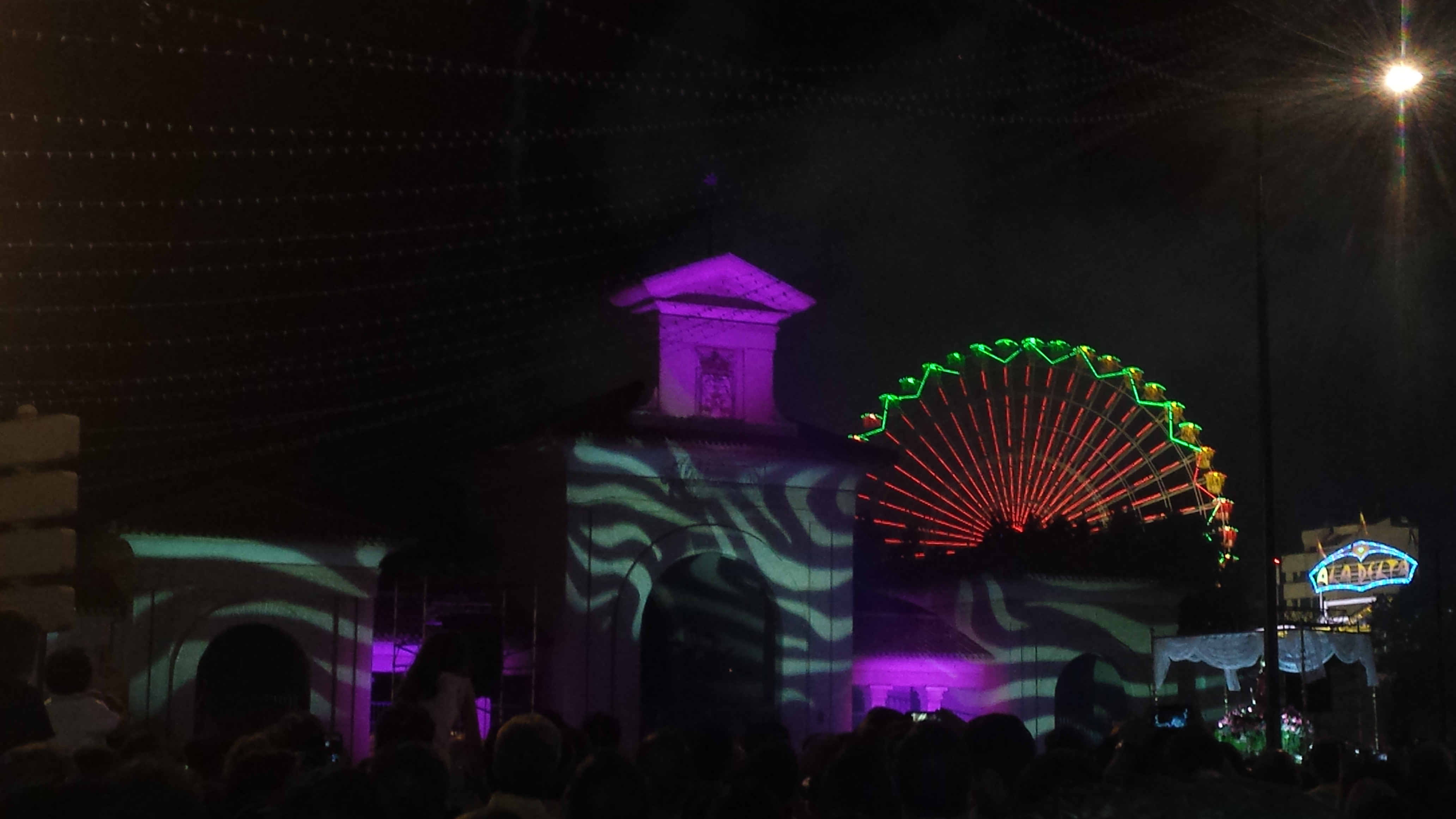
Espectáculo de luces sobre la Puerta de Hierros de Albacete

La nueva Puerta de Hierro fue inaugurada el 7 de septiembre de 1974 con motivo de la celebración de la Feria de Albacete. A la inauguración asistió el ministro de Obras Públicas, Antonio Valdés González-Roldán.
La Puerta de Hierro tiene unas dimensiones de 36 metros de largo por 25 metros de altura. De la antigua Puerta de Hierros se conservaron restos de sus pilares en los extremos de la actual.[cita requerida]
El 7 de septiembre de 2010, con motivo del tercer centenario de la confirmación de la Feria de Albacete, se inauguró una réplica de la Puerta de Hierro original, esta vez situada en el parque de los Jardinillos, frente a la plaza de toros de Albacete.
Hay que aclarar que cada año salta una duda sobre la apertura de la Puerta de Hierros que está presente en las conversaciones de los vecinos de la ciudad en los días previos a la Feria: ¿Se dice Puerta de Hierros o Puerta de Hierro? Pues bien, para resolver definitivamente esta duda, como aclara Elvira Valero de la Rosa, directora del Archivo Histórico Provincial.
Para resolver la eterna polémica en este tema a los albaceteños, Elvira Valero señala que, tras consultar la documentación del archivo, “podemos afirmar que en todos los expedientes administrativos se denomina ‘Puerta de Hierro’, en singular”, y añade que así figura en “el primer expediente de construcción de unas Puertas de Hierro en el año 1819”.

## Características

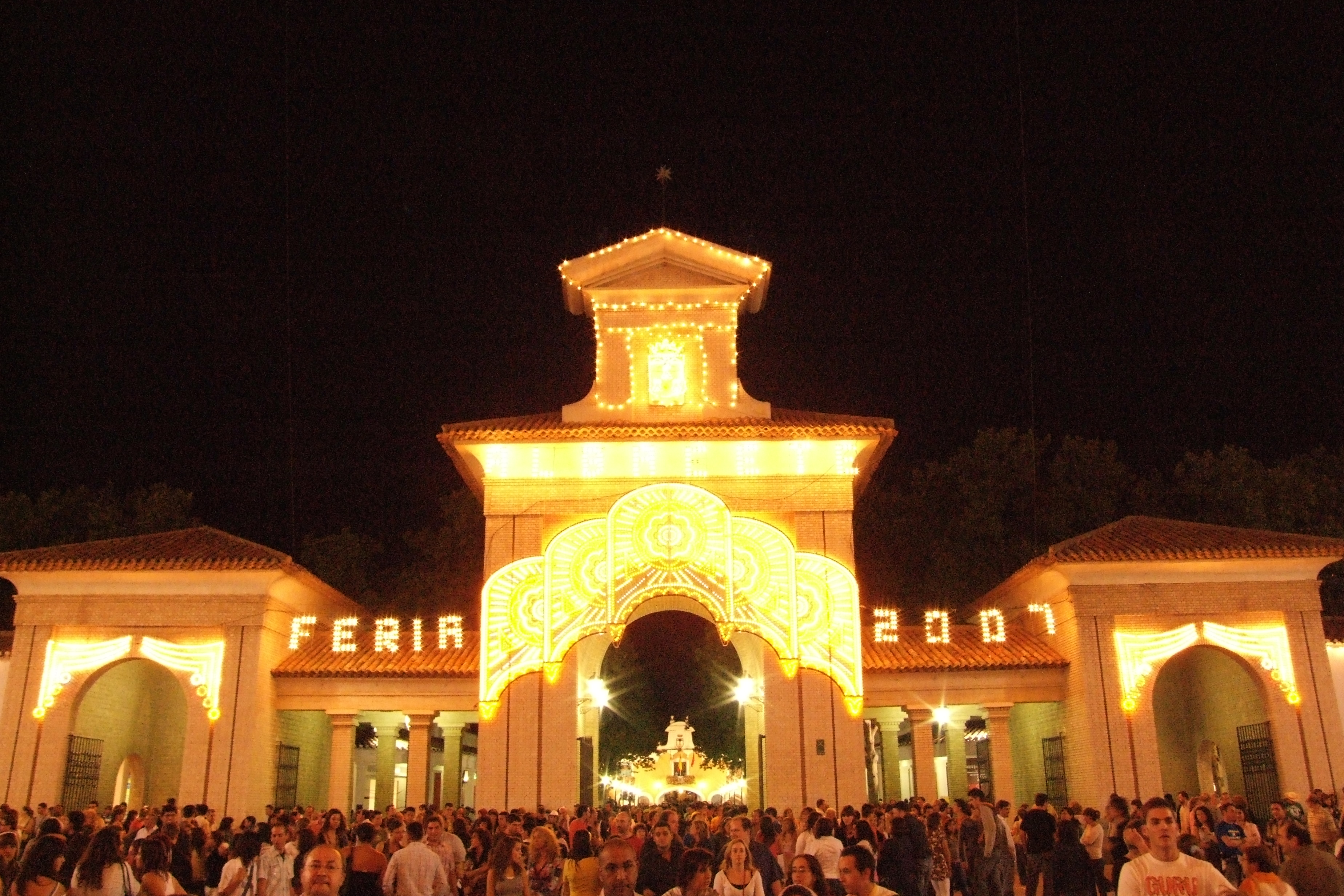
La Puerta de Hierros de Albacete iluminada en 2007

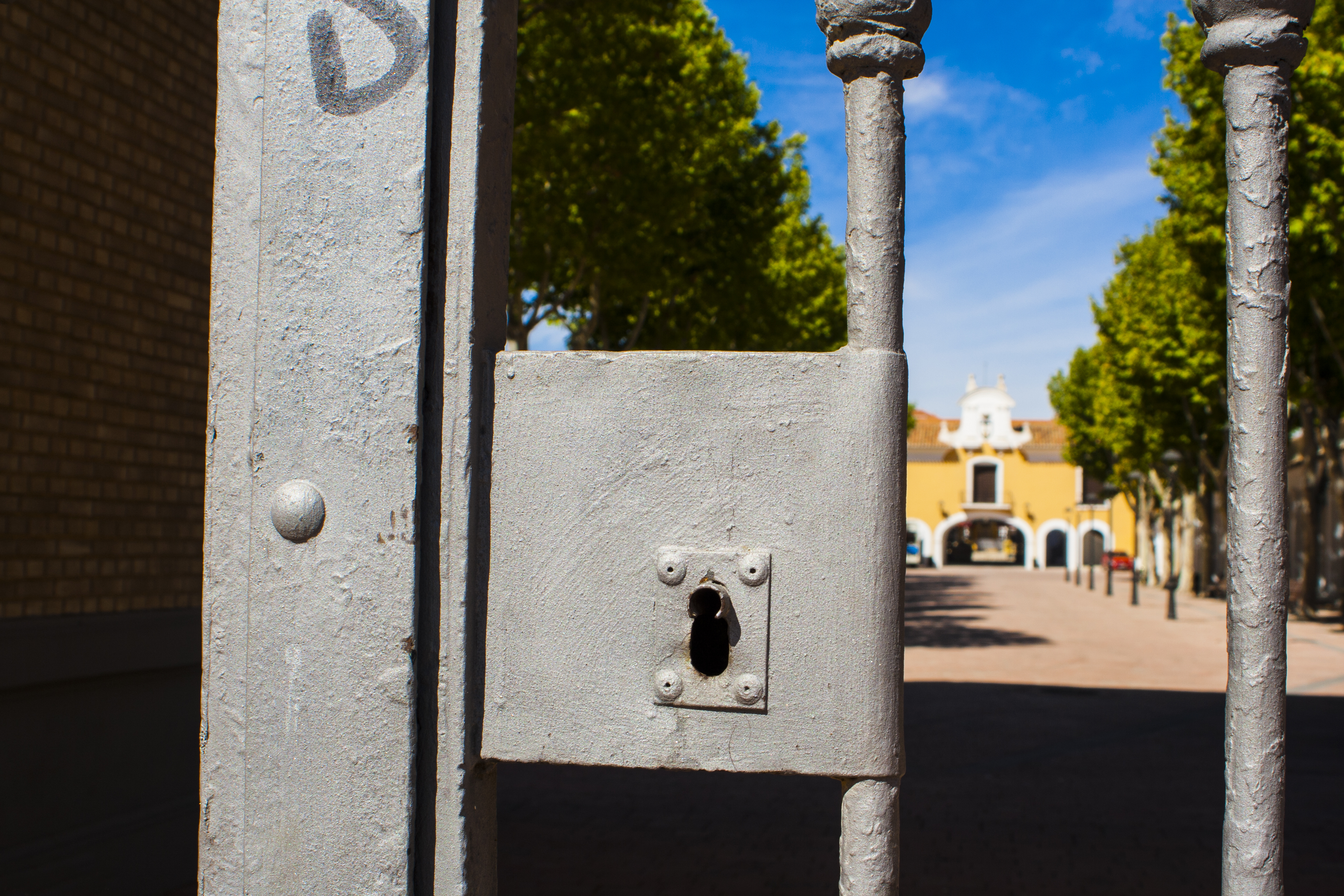
Cerradura central de la Puerta de Hierros de Albacete. Cada 7 de septiembre el alcalde de Albacete abre la Puerta de Hierros de Albacete, dando comienzo oficialmente la Feria de Albacete

La Puerta de Hierros de Albacete es el gran símbolo de la Feria de Albacete. De estilo mudéjar, tiene unas dimensiones de 36 metros de largo por 25 metros de altura y en realidad se trata de nueve grandes puertas y cinco portadas principales ya que dos portadas incluyen tres puertas: la portada principal o puerta central, las portadas derecha e izquierda y las portadas situadas entre la puerta central y las puertas derecha e izquierda. Sobre la puerta central se sitúa el Pincho de la Feria y debajo el escudo de Albacete.
Su fachada es iluminada cada año con un colorido diferente y en ella se puede ver iluminado Feria entre la puerta grande y la puerta de la izquierda, Albacete en la puerta grande así como el escudo de la ciudad y el año de la Feria de Albacete de cada edición entre la puerta grande y la de la derecha.